# Glundengan
Glundengan is een bestuurslaag in het regentschap Jember van de provincie Oost-Java, Indonesië. Glundengan telt 13.699 inwoners (volkstelling 2010).